# Cannonball Enroute
Cannonball Enroute è il 16° album di Julian Cannonball Adderley, pubblicato nel 1961 dall'etichetta Mercury Records.

## Tracce
Lato A
1. A Foggy Day – 3:41 (George Gershwin, Ira Gershwin)
2. Hoppin' John – 4:33 (Nat Adderley)
3. 18th Century Ballroom – 3:52 (Nat Adderley, Ray Bryant)
4. The Funky Train – 5:45 (Nat Adderley)

Durata totale: 17:51
Lato B
1. Lover Man (Oh Where Can You Be) – 3:52 (Jimmy Davis, Ram Ramirez, Jimmy Sherman)
2. I'll Remember April – 5:28 (Gene DePaul, Pat Johnston, Don Raye)
3. Porky – 3:54 (Julian Cannonball Adderley, Nat Adderley)
4. The Way You Look Tonight – 4:21 (Jerome Kern, Dorothy Fields)

Durata totale: 17:35

## Musicisti
- Julian Cannonball Adderley - sassofono alto
- Nat Adderley - cornetta
- Junior Mance - pianoforte
- Sam Jones - contrabbasso
- Jimmy Cobb - batteria